# Frankenstein Junior
Frankenstein Junior (Young Frankenstein) è un film del 1974 diretto da Mel Brooks.
È il quarto film di Brooks, a partire da un'idea di Gene Wilder, che è anche autore della sceneggiatura insieme al regista.
Campione d'incassi nel 1975, la pellicola si rifà in senso parodistico al romanzo Frankenstein o il moderno Prometeo di Mary Shelley e agli altri celebri film da esso ispirati, che hanno come capostipite Frankenstein di James Whale del 1931. Il film è interamente girato in bianco e nero, adottando una fotografia e uno stile anni trenta, giocando anche sulle transizioni tra una scena e l'altra proprio per riprendere anche esteticamente i toni del film di Whale. Questo risultato è stato raggiunto utilizzando perfino gli attrezzi di scena del film originale, ricollocati nelle stesse posizioni e negli identici studi di ripresa.
Nel 2003 è stato scelto per la conservazione nel National Film Registry della Biblioteca del Congresso degli Stati Uniti. Nel 2000 l'AFI l'ha inserito al tredicesimo posto nella classifica delle migliori cento commedie americane di tutti i tempi.

## Trama
New York, anni '30. Il giovane medico e celebre professore universitario Frederick Frankenstein, nipote del famoso dottor Victor von Frankenstein, ha modificato la pronuncia del proprio cognome in Frankenstin per distinguersi dal nonno, del quale rigetta le teorie mediche considerandole assurde. Un giorno, al termine di una lezione di neurologia all'università dove insegna, nella quale ribadisce l'impossibilità di ricostruire parti del sistema nervoso umano, riceve una visita da parte di un notaio, Herr Rosenthal, che gli comunica che il defunto barone gli ha lasciato un castello in Transilvania. Nonostante un forte scetticismo e il disprezzo per gli esperimenti del nonno, Frederick decide di andare in Romania per fare un sopralluogo. Arrivato sul posto incontra l'imprevedibile aiutante gobbo Igor, nipote del vecchio assistente del nonno, che insiste nell'essere chiamato con la pronuncia "Aigor" (facendo il verso a Frankenstin), la procace assistente Inga e la sinistra e misteriosa Frau Blücher, nominando la quale si fa sempre nitrire di spavento i cavalli del castello. Questa, un tempo amante e assistente del Barone, tramite un sotterfugio fa ritrovare a Frederick gli appunti del nonno, dove il Barone annotava con dovizia di particolari tutte le procedure per dare vita a una creatura morta. Con la storica frase “Si può fare”, Frederik si ricrede sulle proprie idee e decide a propria volta di dare vita a una creatura.
Per prima cosa, Frederik e Igor si recano in un cimitero per prelevare un cadavere con cui si possa iniziare a lavorare; il dottore chiede poi a Igor di recarsi in un laboratorio, in cui sono conservati una serie di cervelli, per rubare quello di Hans Delbruck, un grande scienziato e santo. Mentre lo sta portando via, però, un fulmine spaventa Igor che involontariamente lascia cadere la teca contenente il cervello di Delbruck, distruggendolo. D’istinto prende un altro cervello, posizionato accanto a quello di Hans Delbruck, e corre da Frederick. L’operazione ha finalmente inizio: in un primo momento sembra non aver avuto successo, con Frederick, Inga e Igor che se ne vanno via sconsolati dal luogo. Poco più tardi, mentre stanno cenando, la creatura finalmente si sveglia. I tre accorrono sul posto: dopo che viene fatta alzare dal tavolo da Frederick, la creatura dà in escandescenza e inizia a strangolarlo. Inga riesce però a sedarla e liberare il dottore dalle sue mani. Ripresosi dallo choc, Frederick chiede spiegazioni a Igor e gli domanda di chi fosse il cervello che ha appena impiantato nella creatura. Messo alle strette dopo le disastrose conseguenze, Igor confessa che sulla targa posta sotto la teca di quel cervello c'era scritto "ABNORMAL", cioè anormale, con grande rabbia del dottore che inizia a strangolarlo a sua volta.
In seguito a varie peripezie, il mostro fugge dal castello, incontrando dapprima una bambina e poi un eremita cieco che gli dice di chiamarsi Abelardo e che, credendo d'avere a che fare con un muto, tenta maldestramente di offrirgli la cena (versandogli brodo bollente nelle parti basse) e d'accendergli un sigaro, in realtà incendiandogli il pollice. Il mostro, spaventato dal fuoco, fugge. Alla fine, Frederick riesce a recuperarlo e lo convince d'essere una creatura buona. Per dimostrarlo anche alle altre persone, organizza un'esibizione teatrale in cui lui e la creatura s'esibiscono in un numero di tip tap(Puttin' On The Ritz) davanti a un pubblico di scienziati scettici. Lo spettacolo inizia perfettamente ma la creatura, spaventata da un principio d'incendio sul palcoscenico, fugge di nuovo, ma viene catturata dalla polizia e incatenata in carcere.
Dopo essere stato tormentato da un secondino sadico che lo terrorizza col fuoco, il Mostro s'infuria e fugge nuovamente; quindi rapisce la fidanzata di Frederick, Elizabeth, che era arrivata in Transilvania per un'inaspettata visita al fidanzato, e la possiede. Lei non se ne dispiace affatto: la donna s'innamora della creatura per la sua disumana resistenza sessuale e per il suo enorme pene (citato come Schwanstucker o Schwanzstück — un gioco di parole yiddish da Schwanz, "coda", che è anche il termine gergale tedesco per pene, e Stück, "pezzo"; in tedesco può designare anche la culatta del manzo).
Frederick, nel disperato tentativo di riavere la creatura e correggere i suoi errori, suona la magica musica dei Frankenstein, che ammalia il Mostro – nel frattempo inseguito da una folla inferocita guidata dall'ispettore Kemp – e lo fa tornare al castello: il dottore vuole infatti tentare uno scambio cerebrale con il Mostro per trasferirgli parte della sua intelligenza e renderlo così un uomo normale. Il tentativo riesce e il film ha un lieto fine, con la cessata minaccia (per gli abitanti della zona) da parte della creatura e con due storie d'amore: Elizabeth è sposata con il Mostro, divenuto erudito e dai gusti sofisticati, mentre Inga scopre con gioia ciò che il suo nuovo marito Frederick ha avuto in cambio dal Mostro durante la procedura di trasferimento: ci ha infatti guadagnato un enorme Schwanzstück.

## Produzione
Dopo vari fallimenti al box office, inclusi film oggi considerati dei cult movie come Per favore, non toccate le vecchiette e Willy Wonka e la fabbrica di cioccolato, Gene Wilder riuscì finalmente a sfondare nel 1972 grazie a un ruolo nel film Tutto quello che avreste voluto sapere sul sesso* *ma non avete mai osato chiedere del cineasta Woody Allen. Fu in quel periodo che Wilder iniziò a trastullarsi con l'idea di scrivere un soggetto sul nipote del dr. Frankenstein. Wilder aveva già scritto delle sceneggiature in passato, che, per sua stessa ammissione, non erano un granché e, mentre era intento a scrivere il copione, venne contattato dal suo agente Mike Medavoy che gli suggerì di fare un film con due dei suoi nuovi clienti, Peter Boyle e Marty Feldman; Wilder parlò loro della sua idea su Frankenstein e, dopo pochi giorni, inviò a Medavoy quattro pagine del copione. Fu Medavoy poi a suggerire a Wilder di chiedere a Mel Brooks di occuparsi della regia. Wilder aveva già parlato a Brooks della sua idea qualche tempo prima ma sulle prime questi aveva declinato l'offerta; Gene ritentò qualche mese dopo, mentre i due erano impegnati nelle riprese di Mezzogiorno e mezzo di fuoco. In un'intervista del 2010 al Los Angeles Times, Brooks raccontò la genesi del film: 
(.)
Convintosi a dirigere il film, dopo aver collaborato con Wilder per completare il copione, Brooks chiese un budget di almeno 2,3 milioni di dollari per la sua realizzazione alla Columbia che, concedendogliene solo 1,75 milioni, spinse Brooks a rivolgersi alla 20th Century Fox la quale accettò di finanziare l'opera con un budget maggiore facendo firmare un contratto di esclusiva a Wilder e Brooks per un periodo di cinque anni.
Il cervello che Igor viene incaricato di rubare è indicato essere quello di un tale "Hans Delbrück, scienziato e santo". Nella vita reale è esistito un vero Hans Delbrück: egli era un politico e storico militare tedesco vissuto nel diciannovesimo secolo, il cui figlio Max fu un biochimico premio Nobel per la medicina nel 1969.
Ogni volta che viene menzionato il nome di Frau Blücher, i cavalli nitriscono come se ne fossero spaventati. Molti spettatori di lingua inglese erroneamente credettero che "blücher" fosse la traduzione di "glue", "colla", in tedesco (con riferimento alla pratica di fabbricare la colla animale mediante la lavorazione di cascami derivanti dalla macellazione dei cavalli); tuttavia, in tedesco Blücher non significa affatto "colla" ed è invece un cognome abbastanza comune in Germania. Il termine in lingua tedesca per indicare la colla è der Kleber, o tierischer Leim se si intende la "colla animale". Nel corso di un'intervista del 2000, Brooks suggerì che il gioco di parole sul quale si fonda la gag fosse basato proprio su questo errore di traduzione, che aveva sentito da qualcuno. Cloris Leachman, l'attrice che impersonò Frau Blücher nel film, confermò questa versione dei fatti affermando come Mel Brooks le avesse svelato la ragione per la quale il suo personaggio venne chiamato Blücher. Nel commento audio dell'edizione in DVD, Mel Brooks spiega che i cavalli nitriscono terrorizzati al solo sentir nominare Frau Blücher perché ella è un personaggio crudele: «Sono terrorizzati da lei; Dio solo sa cosa fa loro quando non c'è nessuno in giro».
La gobba di Igor è stata resa con un'imbottitura per simulare la gravidanza.

### Scene eliminate
Dopo la realizzazione del film, alcune scene vennero eliminate dal montaggio finale (per scelta del regista e dell'autore), ma sono state conservate e distribuite come extra della versione DVD a 2 dischi "italian fans edition":
- Il testamento. Alla lettura del testamento del Barone Frankenstein sono presenti, oltre al notaio, diversi familiari. Il testamento prevede che i beni del Barone (che nella versione originale è il nonno di Victor, e quindi il bisnonno di Frederick) siano divisi fra i familiari presenti solo nel caso non vi sia alcun nipote medico che si sia distinto nel campo. Con gran dispiacere dei possibili eredi, l'improbabile clausola s'avvera e il notaio certifica che il nipote è l'unico erede.
- Il mendicante. Frederick passeggia assieme al notaio che cerca di persuaderlo ad accettare il testamento. Passando a fianco di un mendicante che suona al violino il motivetto dei Frankenstein, Frederick prende il violino in prestito e lo rompe in due (ma nega di averlo fatto), quindi accetta d'andare in Transilvania. In tutto ciò, il notaio riconosce con gioia il "vero spirito dei Frankenstein".
- L'arrivo dell'ispettore Kemp. L'ispettore di polizia si presenta al castello del Barone Frankenstein e viene accolto da un'innervosita Inga e dall'apparentemente calmo, ma maldestro, Frederick. Il Barone invita l'ispettore Kemp ad accomodarsi nello studio.
- L'incontro col bandito Jack Sprat. Un bandito cerca inutilmente di rapinare il mostro.
- Discussione intellettuale. Breve discussione fra Frederick e la sua assistente Inga, che segna l'inizio della loro relazione.
- Visita a tarda notte. Nel cuore della notte Frederick bussa alla porta di Inga, dicendole che passava di lì e ha pensato di fermarsi per fare una discussione filosofica. Per tutta la scena Frederick sta in ginocchio.
- La parata degli attori. Tutti gli attori e le comparse del film scendono una scalinata e sfilano davanti alla cinepresa. Per ultimi Gene Wilder e Mel Brooks.

## Distribuzione

### Edizione italiana
La versione italiana del film è a cura di Roberto De Leonardis; il doppiaggio fu eseguito presso la International Recording con la partecipazione della C.V.D. e diretto da Mario Maldesi. Quest'ultimo effettuò delle modifiche al copione in modo da rendere più comiche per il pubblico italiano alcune battute basate sulla lingua e la cultura anglosassone, oltre a ottenere (con il consenso del regista) il taglio di una breve scena in cui, all'arrivo presso la stazione della Transilvania, Frederik e un bambino hanno un dialogo che cita la canzone Chattanooga Choo Choo; la scena fu ripristinata, in inglese sottotitolato, solo a partire dall'edizione DVD.
Per lo humour allusivo e delle situazioni piccanti il film fu allora vietato ai minori di anni 14; negli Stati Uniti era indicata la Parents' Guidance

## Accoglienza

### Critica
La critica ha intravisto le somiglianze con i film di James Whale, da cui il regista prese alcune delle attrezzature utilizzate, affermando che non si tratta di una reale parodia, bensì di una rivisitazione critica della storia scritta da Mary Shelley. In realtà gli spunti più significativi adottati da Mel Brooks per il suo film vengono da Il figlio di Frankenstein di Rowland V. Lee del 1939, soprattutto la scena della partita a freccette con l'ispettore Kemp, dove quest'ultimo ricalca in maniera sorprendente la figura dell'ispettore Krogh nel film del '39. Da parte sua, Gene Wilder disse che il film traeva ispirazione da Frankenstein (1931), La moglie di Frankenstein (1935), Il figlio di Frankenstein (1939) e Il terrore di Frankenstein (1942).
Grande successo di pubblico e critica, Frankenstein Junior è stato inserito alla posizione numero 28 nella "lista delle 50 migliori commedie di sempre" redatta da Total Film, alla numero 56 nella classifica "100 Funniest Movies" del canale televisivo Bravo TV, e alla 13ª nella "lista delle 100 commedie statunitensi più divertenti" dell'American Film Institute. Nel 2003, il film è stato ritenuto "culturalmente, storicamente ed esteticamente rilevante" dalla National Film Preservation Board, e scelto per la conservazione presso la Biblioteca del Congresso degli Stati Uniti d'America. Intervistato in occasione del 40º anniversario dell'uscita del film nelle sale, Mel Brooks definì Frankenstein Junior di gran lunga il suo miglior lavoro (sebbene non il più divertente) in qualità di sceneggiatore e regista.

## Riconoscimenti
- 1975 - Premio Oscar
  - Candidatura come migliore sceneggiatura non originale a Mel Brooks e Gene Wilder
  - Candidatura come miglior sonoro a Richard Portman e Gene S. Cantamessa
- 1975 - Golden Globe
  - Candidatura come Migliore attrice in un film commedia o musicale a Cloris Leachman
  - Candidatura come Miglior attrice non protagonista a Madeline Kahn

- 1976 - Saturn Award
  - Miglior film horror
  - Migliore regia a Mel Brooks
  - Miglior attore non protagonista a Marty Feldman
  - Migliore scenografia a Robert De Vestel e Dale Hennesy
  - Miglior trucco a William Tuttle

## Influenza culturale
- Quando il film uscì nei cinema, il gruppo rock Aerosmith stava lavorando al proprio terzo album in studio, Toys in the Attic. I membri della band avevano composto la musica di un pezzo ma non riuscivano a trovare un testo che si adattasse alla melodia. Dopo un po', decisero di fare una pausa per assistere a una proiezione serale di Frankenstein Junior, dove la battuta di Igor «segua i miei passi» (in originale "walk this way") fornì l'ispirazione per il testo della canzone Walk This Way.[21]
- Quando Frederick e Igor vanno nel cimitero a dissotterrare una salma appena seppellita, Frederick esclama: «Che lavoro schifoso!». «Potrebbe essere peggio» replica Igor, «E come?» - «Potrebbe piovere». Immediatamente si scatena un temporale. La gag fu ripresa nel 244º numero di Dylan Dog intitolato Marty.[22]
- Dal film sono stati tratti musical e commedie teatrali.